# Сирил Норткот Паркинсон
Сирил Норткоут Паркинсън (на английски: Cyril Northcote Parkinson) е британски историк и писател.
Автор е на около 60 книги, най-известната от които е световният бестселър „Законът на Паркинсон“, който проправя кариерата му на водещ учен в областта на публичната администрация и мениджмънт. Сатиричният Закон на Паркинсон, според който „работата се разраства до запълване на наличното време“ е публикуван за първи път в есе за лондонското списание „Economist“ през 1955 г. и носи на автора си международна известност и признание.

## Биография
Паркинсон е роден на 30 юли 1909 г. в Барнърд Кесъл, Дърам, Англия. След като през 1935 година получава докторска степен по история от Кингс Колидж, Паркинсон се занимава с преподавателска дейност в различни училища в Англия, а от 1950 до 1958 г. – в Малая (днес Малайзия). По време на Втората световна война служи в британската армия като офицер, откъдето добива и личните си наблюдения върху природата и особеностите на бюрократичната система. Според едно от наблюденията му, администраторите си създават работа едни на други, за да имат оправдание да раздуват бройката на своите подчинени и да повишават престижа им. Вторият му закон взима на прицел правителствените функционери, за които смята, че имат склонност да разширяват неограничено бюрократичния си апарат, дотогава докато има накъде данъците да бъдат вдигани.
Написани в привидно безизразен, но безмилостно сатиричен стил, есетата на Паркинсон в списание „Economist“ са събрани в книгата „Законът на Паркинсон“ (Parkinson’s Law; or, The Pursuit of Progress, 1958). Отделно от книгите по организационна култура, които му носят световна значимост, Паркинсон е автор и на редица морски романи и на исторически монографии, включително получилата признанието на критиката книга „Еволюция на политическата мисъл“ (The Evolution of Political Thought, 1958).
Паркинсон умира на 9 март 1993 г. в Кентърбъри, Англия.